# XXXVI Batallón de Fortaleza de la Luftwaffe
El XXXVI Batallón de Fortaleza de la Luftwaffe (XXXVI. Luftwaffen-Festungs-Bataillon) fue una unidad militar de la Luftwaffe durante la Segunda Guerra Mundial.

## Historia
Fue formado el 21 de septiembre de 1944 en Pinnow en Kolberg, con 3 compañías. Entró en acción en Holanda. Se componía de: compañía de Plana Mayor con dos pelotones de telefonistas, dos pelotones de radiotelegrafistas, una unidad de transporte y una de intendencia.
- 1º Compañía de Fortáleza de la Luftwaffe
- 2º Compañía de Fortaleza de la Luftwaffe
- 3º Compañía de Fortaleza de la Luftwaffe
- 4º Compañía de Fortaleza de la Luftwaffe

A mediados de octubre de 1944, el batallón fue utilizado para reformar al 17º Regimiento de Paracaidistas en Meppel. El 15 de octubre de 1944 fue disuelto para reformar la 6º División de Paracaidistas en Meppel, Holanda.